# 前田の大スギ
前田の大スギ（まえだのおおすぎ）は、福島県双葉郡双葉町に生育しているスギの巨木である推定の樹齢1300年以上とされる。

## 由来
前田の大スギは、福島県の指定文化財（天然記念物）双葉町前田地区の前田稲荷神社境内にあり、近くには、水田地帯が広がっている。樹高は約21メートル、根回りは13.3メートル、目通り幹周りは7.7メートルに及んでいる。かつて、この地域が大干ばつに見舞われ苦しむ村人を鎮護救済のため管領の前田義就が722年(養老6年)に山城国紀伊郡の稲荷大明神を勧請した時に御神木として植えられたとされている。

## 東日本大震災及び福島第一原子力発電所事故後
2011年（平成23年）3月11日に発生した東日本大震災及び福島第一原子力発電所事故によりこの区域は警戒区域（のちに帰還困難区域）に設定され長く立ち入ることができなかったが、2020年（令和2年）に特定復興再生拠点区域に指定され日中の通過交通が可能となり、2022年（令和4年）8月30日には特定復興再生拠点区域の避難指示が解除された。

## 交通アクセス
所在地
福島県双葉郡双葉町前田字稲荷前
交通
JR常磐線・双葉駅から徒歩約23分、車で約6分。
国道6号牛踏交差点から国道288号を通り車で約5分。
郡山市から国道288号を車で約90分。